# Adela Zamudio
Adela Zamudio Rivero (Cochabamba, 11 de outubro de 1864 – Cochabamba, 2 de junho de 1928), conhecida como Adela Zamudio, foi uma escritora, e professora boliviana pioneira do feminismo em Bolívia.

## Biografia
Trabalhou como professora na mesma escola onde se tinha educado. Posteriormente, foi diretora da Escola Fiscal de Señoritas (1905). O seu poema mais famoso foi Nascer homem e também tinha uma coluna no jornal local e lutou pelo sufrágio feminino.
Adela Zamudio faleceu em sua cidade natal em 2 de junho de 1928, aos 73 anos de idade, por causa de uma infecção pulmonar. Em sua tumba no cemitério da cidade de Cochabamba pode-se apreciar o epitafio que ela mesma escreveu:
Voo a morar em ignorada estrela
livre já do suplicio da vida,
lá espero-vos; até seguir minha impressão
chorem-me ausente mas não perdida.

Após 52 anos de seu falecimento e em homenagem ao nascimento da poeta, o governo da presidenta Lidia Gueiler Tejada instituiu em 1980 no Dia da Mulher, que em Bolívia se celebra a cada 11 de outubro.  Lydia Parada de Brown considera que "esta escritora boliviana tem sido uma das maiores de América, mas lamentavelmente não tem atingido a fama de Gabriela Mistral, nem de Juana de Ibarbourou".

## Obra
Em vida:
- Ensaios poéticos, imprenta Jacobo Peuser, Buenos Aires, 1887
- Íntimas, novela ambientada em Cochabamba, editorial Velarde, La Paz, 1913; Plural, de La Paz, publicou-a a partir de 1999 em edições preparadas por Leonardo García Pabón (fragmentos da obra em Google Books, edição de Plural, La Paz, 2007)
- Ráfagas, poesia, Livraria Paul Olendorff, Paris, 1913

Livros póstumos:
- Novelas curtas, 10 textos, que em realidade são contos; prólogo de Luis Taborga; editorial Juventude, La Paz, 1942[4]
- Peregrinando, poesia, editorial La Paz, La Paz, 1943
- Contos breves, contém 7 contos, 7 composições alegóricas e um conjunto de pensamentos; prólogo de Gustavo Adolfo Otero; editorial Juventude, La Paz, 1943[4]
- Rendón e Rondín, conto, com ilustrações de Eddy Viveros; Edições ILHA, La Paz, 1976
- Poesias, IPREBOL, La Paz, 1993
- Poemas, Ministério da Cultura, Fundação Editorial o Cão e a Rana, Caracas, 2006
- Contos, reúne os textos aparecidos anteriormente em Novelas curtas (1942) e Contos breves (1943), isto é, que é uma compilação de todos os relatos escritos por Zamudio; edição de Virginia Ayllón, Plural, La Paz, 2013[4]

## Referencias
1. 1 2  Nalerio, Nathaly Silva; Kahmann, Andrea Cristiane (2022). «A PRECURSORA POESIA FEMINISTA DE ADELA ZAMUDIO:: TRADUÇÃO COMENTADA DE NACER HOMBRE». Translatio (24). ISSN 2236-4013. Consultado em 31 de março de 2025
2. ↑  Wilson García Mérida. Día de la Mujer Boliviana  Meta Group, s/f; acceso 11.11.2015
3. ↑  Arara, Revista (6 de março de 2020). «Adela Zamudio, uma precursora do feminismo latino-americano. - Revista Arara». Consultado em 31 de março de 2025
4. 1 2 3  Santiago Espinoza A. Presentan libro que reúne los cuentos de Adela Zamudio, Opinión, 02.11.2013; acceso 11.11.2015